# 飓风伊斯梅尔
飓风伊斯梅尔（英語：Hurricane Ismael）是1995年太平洋飓风季期间的一个太平洋飓风，虽然强度较弱，但仍造成墨西哥北部超过100人丧生。系统于9月12日由一片持久的深层对流带发展而成，并在向西北偏北方向移动过程中稳步加强，于9月14日在距墨西哥海岸约340公里的海域达到飓风强度。之后系统继续北上，经过下加利福尼亚以东一段较短距离后在锡那罗亚州的托波洛班波附近以每小时130公里的风速登陆。到达陆地上空后，飓风迅速削弱，于9月16日在墨西哥西北部上空消散。风暴残留进入了美国境内，并向东一直延伸到了中大西洋各州。
伊斯梅尔在海上卷起高达9米的狂浪。数百位渔民原以为这场飓风会来得更迟因此对之缺乏准备，结果有52艘船受到损毁，多达57人丧生。伊斯梅尔还在墨西哥本土造成59人死亡，直接经济损失达2600万美元（1995年美元，相当于5199萬2025年美元）。这场飓风还摧毁了数千套民房，约有3万人因此无家可归。风暴濕氣一直延伸到了美国，新墨西哥州东南部普降暴雨，局部地区受到中等程度的破坏。

## 气象历史
9月9日，一股组织混乱，距危地马拉南部海岸约270公里的持续对流带向西北偏西方向移动，之后三天时间里都没有进一步组织起来，但到了墨西哥西北近海后，系统快速组织起来，9月12日晚些时候，气象部门开始使用德沃夏克分析法对其进行分类。分析认为系统对流带的组织性得到增强，于9月12日晚在位于科利马州曼萨尼约西南偏南方向约560公里时发展成第十号热带低气压。低气压接下来向西北方向移动，其深层对流出现增多，于9月13日清晨达到热带风暴强度，美国国家飓风中心因此将其命名为伊斯梅尔（Ismael）。
| 飓风         | 飓风季 | 死亡人数 | 来源                          |
| ------------ | ------ | -------- | ----------------------------- |
| 墨西哥       | 1959   | 1800     | [ 2 ]                         |
| 保罗         | 1982   | 1696     | [ 3 ] [ 4 ] [ 5 ] [ 6 ] [ 7 ] |
| 丽莎         | 1976   | 1108     | [ 8 ] [ 9 ]                   |
| 塔拉         | 1961   | 436      | [ 10 ]                        |
| 阿莱塔       | 1982   | 308      | [ 11 ] [ 12 ]                 |
| 宝莲         | 1997   | 230–400  | [ 13 ]                        |
| 阿加莎       | 2010   | 190      | [ 14 ] [ 15 ]                 |
| 曼努埃尔     | 2013   | 169      | [ 16 ]                        |
| 蒂科         | 1983   | 141      | [ 17 ] [ 18 ]                 |
| 伊斯梅尔     | 1995   | 116      | [ 19 ]                        |
| 下加利福尼亚 | 1931   | 110      | [ 20 ] [ 21 ]                 |
| 马萨特兰     | 1943   | 100      | [ 22 ]                        |
| 利迪娅       | 1981   | 100      | [ 15 ]                        |

达到热带风暴强度后，伊斯梅尔所处区域水温较高，并且有完善的上层外流环境。起初风暴朝西北方向移动，但由于其与下加利福尼亚上空的个上层低气压的相互作用而逐渐转向北上。虽然气象预报指出因另一个低气压的存在，伊斯梅尔的行进路线难以确定，但还是没能预料到会有这样的方向转变。伊斯梅尔在向北移动的过程中稳步增强，但其组织性并没有得到显著改善。到了9月14日早上，系统风速虽然已经达到每小时110公里，但其中心的边界仍然不明显。不过由于风暴所在区域水温较高，其外流已经很好地组织起来。伊斯梅尔的组织性得到明显改善，于9月14日晚在位于巴亚尔塔港西南偏西方向约340公里海域达到飓风强度。

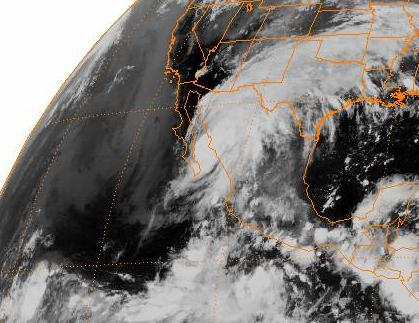
飓风伊斯梅尔登陆

伊斯梅尔快速发展出一个边界模糊的风眼，并在成为飓风六小时后达到风速每小时130公里的最高强度。由于系统西面存在一个中到上层的低压槽，东面还有一个高压脊，飓风加速朝其西面的正北方前进。9月14日晚上，伊斯梅尔经过南下加利福尼亚州最南端的卡波圣卢卡斯以东约100公里海域，并在继续北上的过程中保持其强度，于9月15日在锡那罗亚州的托波洛班波（Topolobampo）登陆。由于环流进入西馬德雷山脈的高海拔地势，飓风伊斯梅尔迅速减弱，于9月16日清晨在墨西哥与美国两国边界以南约95公里处消散。风暴残余继续北上，其湿气进入了美国西南部并向东一直扩散到了中大西洋各州。

## 防灾措施
起初的气象预测认为飓风伊斯梅尔会保持在太平洋公海，但当其明显出现北上迹象后，墨西哥政府向从科利马州的曼萨尼约到哈利斯科州最西面的卡布科连特斯（Cabo Corrientes）以及玛丽亚群岛发布了热带风暴警告。之后不久这一警告延伸到了洛斯莫奇斯，并向北纬25度以南的南下加利福尼亚州东海岸同样发布了热带风暴警告。墨西哥政府之后在伊斯梅尔最终登陆十小时前向马萨特兰到洛斯莫奇斯之间地区发布了飓风警告。飓风来临前有1572人疏散到了5个应急避难所。

## 冲击

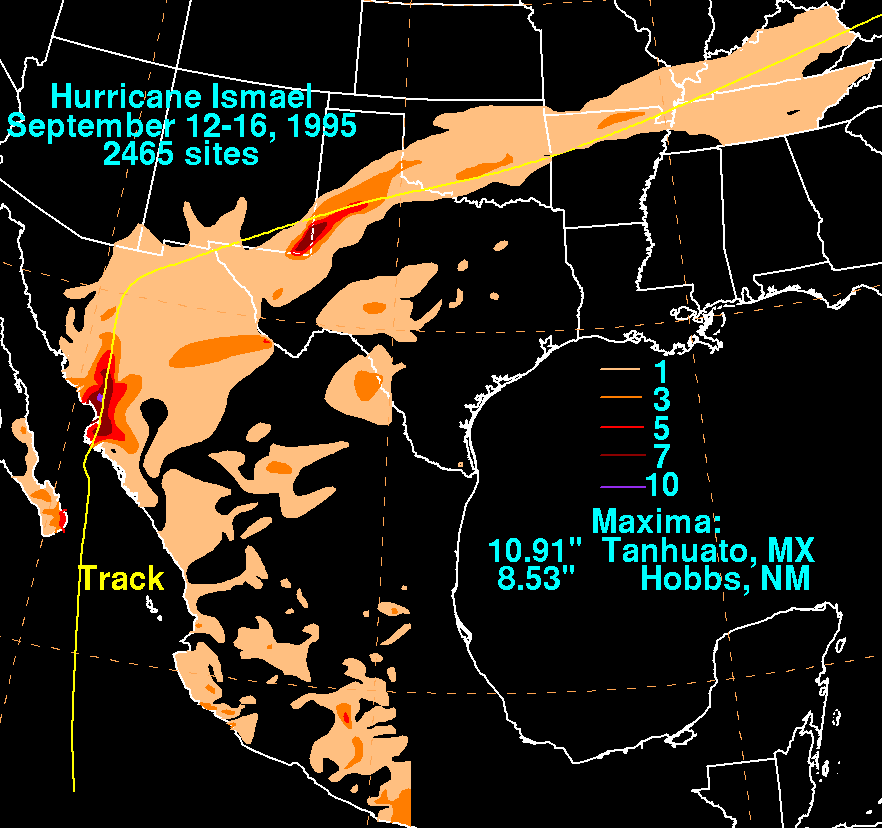
伊斯梅尔带来的降雨分布情况

飓风伊斯梅尔在加利福尼亚湾和墨西哥沿海水域掀起了高达9米的狂浪。由于之前的预测认为飓风的行进速度会更为缓慢，并且船只和港口部门间缺乏沟通，因此数百位渔民对此缺乏准备。结果有多达52艘船只受到破坏，其中20艘沉没，共计57位渔民葬身大海，其中有数十人的尸体被高涨的潮水冲上岸。约有150位渔民因在岛屿、沙洲上躲避或是固定渔船而得以生还。墨西哥海军救援队和其他渔民花了数天时间在墨西哥沿岸寻找风暴的遇難者和幸存者。
朝墨西哥西北部行进的过程中，飓风伊斯梅尔沿途普降中到大雨，锡那罗亚州的降雨量创下197毫米的新纪录，导致四个市镇山洪爆发。飓风在其中一个市镇推毁了373套硬纸板民房，另有4790套受到损伤。飓风还令177套房屋失去饮用水供应，四个市镇断电。损失最为严重的还是飓风登陆的附近地区。托波洛班波有多套房屋和多根电线杆被狂风刮倒，不过没有出现人员死亡的报道。整个锡那罗亚州共有59人丧生。
再向北面也出现了伊斯梅尔带去的暴雨，其中索诺拉州的最高降雨量达到276毫米。有报道称瓦塔万波（Huatabampo）出现了严重的洪涝灾害。飓风直接对索诺拉州8个的多达24111人造成影响，全州有4728套房屋被狂风摧毁，6827户民宅的屋顶被掀，还有多达107所学校和两所健康中心被毁。飓风伊斯梅尔令高压电线路和电缆线路受损，通讯系统因此中断。飓风还损及长达3481公里的砂石路面及约165公里已经铺平的高速公路。由于渔船沉没和损毁，索诺拉州共有250人失业。此外还有约215平方公里的农田受到影响，全州经济损失约为860万美元（1995年美元，相当于1720萬2025年美元）。
飓风造成整个墨西哥3万人无家可归。包括海上，风暴共导致116人死亡，共计经济损失达到2600万美元（1995年美元，相当于5199萬2025年美元）。
伊斯梅尔的残留湿气延伸到亚利桑那州西南部和新墨西哥州南部。新墨西哥州和德克萨斯州的边界普降暴雨，其中新墨西哥州利县的霍布斯（Hobbs）最高降雨量达到217毫米，此外非官方公布的估计降雨量更超过250毫米。暴雨造成道路和房屋被淹，多条道路和高速公路因受到冲蚀而关闭。新墨西哥州遭受的经济损失共为25万美元（1995年美元，相当于50萬2025年美元）。德克萨斯州的拉伯克也因暴雨触发山洪，多个交叉路口及道路被迫暂时关闭。伊斯梅尔的残余还给俄克拉荷马州西南部和阿肯色州北部带去了超过76毫米降雨，湿气进一步向东延伸至中大西洋各州，所带去的降雨帮助缓解了当地的旱情。

## 余波
风暴过去后，工人迅速修复通讯网络，其他工人向索诺拉州灾民派发援助。墨西哥政府拨款约450万美元（1995年美元，相当于900萬2025年美元）用于修复受损的房屋和基础设施。官方向飓风灾民派发了4800张床单，500个靠垫和1500条毯子。所有沉船和遇难者遗体最终都由潜水员找回。
由于这场飓风造成大量人员丧生和沉重的经济损失，世界气象组织将伊斯梅尔这个名字除名，更换成另一个以字母开头的西班牙语名称“以色列”（Israel），计划在2001年太平洋飓风季开始使用。但到了2001年飓风季，一位驻以色列记者认为这个名称存在冒犯，但反誹謗聯盟主席觉得这个名字没有什么敏感之处。数百人给美国国家飓风中心写信或发送电子邮件，之后中心主任麦克斯·梅菲尔德（Max Mayfield）召集世界气象组织成员再度召开会议，将“以色列”用“伊沃”（Ivo）代替，这个新名称经过2001年和2007年太平洋飓风季后仍然没有除名，并在2013年太平洋飓风季中使用。